# Лилли, Кристин
Кристи́н Мари́ Ли́лли-Хи́ви (англ. Kristine Marie Lilly Heavey; род. 22 июля 1971, Нью-Йорк, Нью-Йорк) — американская футболистка. Выступала за сборную США.

## Биография
Кристин выросла в Уилтоне (штат Коннектикут, США), а позже некоторое время жила в Нидеме (штат Массачусетс, США). Училась в Высшей школе Уилтон и Университете Северной Каролины в Чапел-Хилле.

## Карьера
Кристин начала профессионально заниматься футболом ещё во времена учёбы в средней школе и тогда же вошла в Женскую сборную по футболу.
Лилли начала карьеру с клуба «Тюресо» в 1994 году.

## Личная жизнь
С 20 октября 2006 года Кристин замужем за пожарным Дэвидом Хиви. У супругов есть две дочери — Сидни Мари Хиви (род. 22.07.2008) и Джордан Мэри Хиви (род. 02.09.2011).